# Сомма (река)
Со́мма (фр. Somme, пикард. Sonme) — река на севере Франции. Длина — 245 км, площадь водосборного бассейна — 5,5 тыс. км².
Река берёт начало у городка Фонсом (департамент Эна), течёт преимущественно на запад, впадает в пролив Ла-Манш, образуя эстуарий (бухта Соммы). Питание преимущественно дождевое; средний расход воды близ устья около 45 м³/с. Сток в течение года меняется мало. Почти на всём протяжении река судоходна. Русло в верхнем и среднем течении зарегулировано рядом каналов и шлюзов (канал Соммы строился с 1770 по 1843 гг.). Река соединена каналами с Уазой и Шельдой.
На Сомме расположены города:
- Сен-Кантен (департамент Эна)
- Перонна, Корби, Амьен, Абвиль, Сен-Валери-сюр-Сом, Кротуа (департамент Сомма).

Во время Первой мировой войны на Сомме восточнее Амьена войска Антанты проводили в 1916 году крупную наступательную операцию. В сентябре англичане впервые в истории применили в бою танки. 21 апреля 1918 года возле реки погиб летчик-ас Первой мировой, известный как Красный Барон.
По реке назван департамент Сомма.